# 6573 Magnitskij
6573 Magnitskij هو كويكب، يقع ضمن حزام الكويكبات. اكتشف في 19 سبتمبر 1974.

## روابط خارجية
- 6573 Magnitskij في قاعدة بيانات مختبر الدفع النفاث لأجرام النظام الشمسي الصغيرة

- الاكتشاف · مخطط المدار ·  العناصر المدارية · المعلمات المادية

- 6573 Magnitskij على موقع ويكي سكاي: DSS2, SDSS, GALEX, IRAS, Hydrogen α, X-Ray, Astrophoto, Sky Map, Articles and images